# Urugvajski porezni sustav
Urugvajski porezni sustav je način oporezivanja građana, tvrtki i djelatnosti u Urugvaju koje provodi Porezna uprava sa sjedištem u Montevideu.
Velika porezna reforma na snagu je stupila 1. srpnja 2007., prema kojoj se unaprijedio porezni sustav i rasteretio građane prilagodivši se gospodarskim mogućnostima države.
U Urugvaju postoje četiri poreza koja se po zakonu moraju obavezno plaćati odnosno oporezivati:
- Porez na dodanu vrijednost (PDV) - uglavnom iznosi 22 %, ali za neka gospodarska dobra iznosi 10 %. Voće i povrće se ne oporezuju PDV-om. Prema zakonu iz kolovoza 2014. uveden je dodatak na PDV kod kartičnog plaćanja:[2] za debitne kartice 4 %, a kreditne 2 %.[3]

- Porez na dobit - prema velikoj poreznoj reformi iz srpnja 2007. iznosi 30 %. Isprva je bio snižen na 25 %, a potom je podignut na 33 %.[4]

- Porez na dohodak - nema određenu najmanju vrijednost te ovisi o departmanu. U njega su uključeni i doprinosi.

- Zdravstveni porez - također nema određenu najmanju vrijednost, ali ona iznosi između 0,7 % i 2,75 % (najviši je u Montevideu).